# Carapichea
Genre
Carapichea est un genre de plantes dicotylédones de la famille des Rubiaceae, sous-famille des Rubioideae, originaire d'Amérique du Sud et d'Amérique centrale, qui comprend une vingtaine d'espèces.

## Taxinomie

### Synonymes
Selon Plants of the World online (POWO) (1 mars 2022) :
- Ipecacuanha Raf.
- Nettlera Raf.
- Stachyococcus Standl.

### Liste des espèces
Selon World Checklist of Selected Plant Families (WCSP) (1 mars 2022) :
- Carapichea adinantha (Standl.) C.M.Taylor (2013)
- Carapichea affinis (Standl.) L.Andersson (2002)
- Carapichea altsonii (Sandwith) C.M.Taylor (2013)
- Carapichea araguariensis (Steyerm.) C.M.Taylor (2013)
- Carapichea cardenasiana C.M.Taylor (2018)
- Carapichea crebrinervia (Standl.) C.M.Taylor (2013)
- Carapichea dolichophylla (Standl.) C.M.Taylor (2006)
- Carapichea fimbriflora (Steyerm.) C.M.Taylor (2013)
- Carapichea franquevilleana (Müll.Arg.) C.M.Taylor (2013)
- Carapichea guianensis Aubl. (1775)
- Carapichea ipecacuanha (Brot.) L.Andersson (2002)
- Carapichea klugii (Standl.) C.M.Taylor (2013)
- Carapichea ligularis (Rudge) Delprete (2003)
- Carapichea lucida J.G.Jardim & Zappi (2008 publ. 2009)
- Carapichea maturacensis (Steyerm.) C.M.Taylor (2013)
- Carapichea necopinata (Standl.) C.M.Taylor (2013)
- Carapichea nivea (Sandwith) C.M.Taylor (2013)
- Carapichea pacimonica (Müll.Arg.) C.M.Taylor (2013)
- Carapichea panurensis (Müll.Arg.) C.M.Taylor (2013)
- Carapichea sandwithiana (Steyerm.) C.M.Taylor (2013)
- Carapichea tillettii (Steyerm.) C.M.Taylor (2013)
- Carapichea urniformis (Steyerm.) C.M.Taylor (2013)
- Carapichea vasivensis (Müll.Arg.) C.M.Taylor (2013)
- Carapichea verrucosa C.M.Taylor (2013)